# Rivière McGee
Rivière McGee är ett vattendrag i Kanada.   Det ligger i provinsen Québec, i den sydöstra delen av landet, 180 km nordost om huvudstaden Ottawa.
I omgivningarna runt Rivière McGee växer i huvudsak blandskog. Trakten runt Rivière McGee är nära nog obefolkad, med mindre än två invånare per kvadratkilometer.